# Armin Buschauer

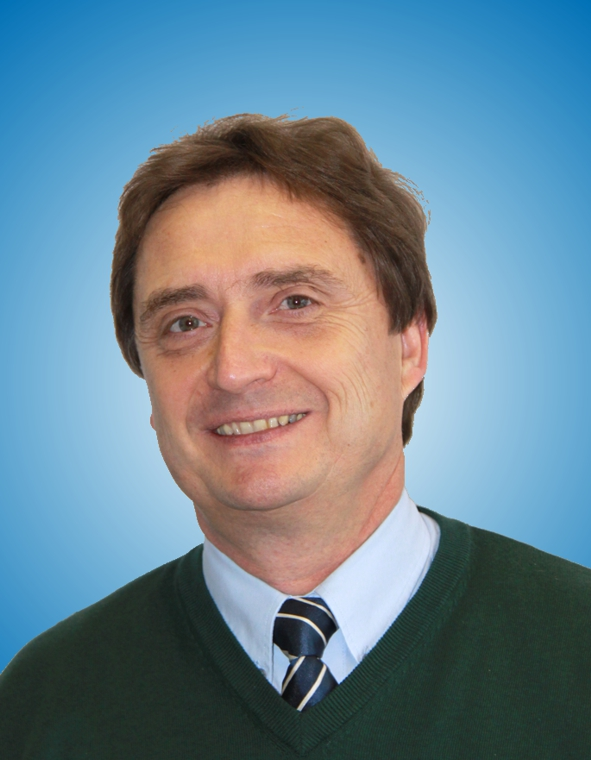
Armin Buschauer (2010)

Armin Buschauer (* 31. März 1955 in Herchweiler; † 18. Juli 2017 in Lappersdorf) war ein deutscher pharmazeutischer und medizinischer Chemiker sowie Apotheker. Als Nachfolger von Helmut Schönenberger war er von 1993 bis 2017 Professor und Inhaber des Lehrstuhls für Pharmazeutische und Medizinische Chemie II sowie zeitweise Geschäftsführer des Instituts für Pharmazie, Prodekan und Dekan der Fakultät für Chemie und Pharmazie und Mitglied des Senats an der Universität Regensburg.
Seine Tätigkeit war an moderner medizinisch-chemischer Arzneistoffforschung orientiert. In der Lehre stand für ihn eine interdisziplinäre wissenschaftliche Ausbildung von Pharmazeuten im Mittelpunkt, mit der sie nicht allein in der Apotheke, sondern auch in der Hochschul- und Industrieforschung bestehen können.

## Leben
Armin Buschauer studierte von 1975 bis 1979 Pharmazie an der Johannes Gutenberg-Universität Mainz und erhielt 1980 die Approbation als Apotheker. 1984 promovierte er in Mainz unter Anleitung von Professor Walter Schunack zum Dr. rer. nat. über Histamin-H2-Rezeptor-selektive Imidazolverbindungen mit einer Target-orientierten medizinisch-chemischen Herangehensweise. An der FU Berlin habilitierte er sich 1990 für das Fach Pharmazeutische Chemie mit einer Arbeit über positiv inotrop wirksame Histaminrezeptor-Agonisten. 1993 wurde er zum ordentlichen Professor an der Universität Regensburg ernannt, wo er bis zu seinem Tod den Lehrstuhl für Pharmazeutische und Medizinische Chemie II innehatte.

## Wissenschaftliche Forschung und Arbeitsgebiete
Der Schwerpunkt seiner wissenschaftlichen Tätigkeit in der medizinischen Chemie lag auf der Entwicklung von neuen Liganden für G-Protein-gekoppelten Rezeptoren. Durch Kombination von chemischen Synthesen und rationalem Wirkstoffdesign entwickelten er und seine Mitarbeiter zahlreiche neue Substanzen, die durch analytische, pharmakologische, molekular- und zellbiologische Untersuchungen sowie Struktur-Wirkungs-Beziehungen umfassend charakterisiert wurden. Es entstanden hochaffine Rezeptorliganden für die verschiedenen Histamin- und Neuropeptid-Y-Rezeptor-Subtypen. Diese Liganden dienten auch als pharmakologische Werkzeuge zur Aufklärung von Bindungs- und Wirkungsmechanismen. In dieser Hinsicht kam der Entwicklung von Fluoreszenz- und Radioliganden für aminerge und peptiderge GPCRs besondere Bedeutung zu. Ein weiteres medizinisch-chemisches Arbeitsgebiet waren Hyaluronsäuren, bakterielle und menschliche Hyaluronidasen, ihre Charakterisierung sowie die Struktur-basierte Entwicklung von Hyaluronidase-Inhibitoren.
Präklinische Tumorpharmakologie war der zweite Forschungsschwerpunkt von Armin Buschauer. Im Vordergrund standen dabei pharmakokinetische Ansätze zur verbesserten Therapie von Hirntumoren wie der Einsatz von ABC-Transporter-Modulatoren zur Überwindung der Blut-Hirn-Schranke durch Zytostatika sowie die interstitielle Chemotherapie, bei der bioabbaubare Polymere mit Zytostatika beladen und direkt im Tumorgebiet implantiert werden. Weitere tumorpharmakologische Untersuchungen betrafen die Verwendung von PDGFR-Antagonisten und Kinesin-Inhibitoren bei Glioblastomen und die Koadministration von Hyaluronidasen bei Mammakarzinomen, um die Penetration von Zytostatika in den Tumor zu verbessern und damit tumorwirksame Arzneistoffspiegel zu erreichen.
Zu diesen Schwerpunkten gehörte auch die Entwicklung und Anwendung biochemischer und (molekular)pharmakologischer Untersuchungsmethoden (Assays). Neben Bindungsstudien unter Verwendung von Radio- und Fluoreszenzliganden, Untersuchungen an isolierten Organen, funktionellen zellulären Assays und der Klonierung und Expression von GPCR-Mutanten wurden vor allem Lumineszenz-basierte Methoden zur Analyse von Ligand-GPCR-Wechselwirkungen und von Effekten der Koadministration von Cytostatika und ABC-Transportern in der Chemotherapie von malignen Hirntumoren (Fluoreszenz- bzw. Biolumineszenz-Imaging) eingesetzt.
Armin Buschauer veröffentlichte mehr als 250 Beiträge in wissenschaftlichen Journalen, betreute über 80 Promotionen und war von 2002 bis 2011 bzw. von 2013 bis 2017 Sprecher zweier DFG-Graduiertenkollegs über Liganden G-Protein gekoppelter Rezeptoren.

## Preise und Auszeichnungen
- 1991: Carl Mannich‐Forschungsstipendium der Deutschen Pharmazeutischen Gesellschaft[5]
- 2003: Phönix–Pharmazie-Wissenschaftspreis für Pharmakologie (Paclitaxelbehandlung von Gehirntumoren)[6]
- 2009: Visiting Professor, ND Medical Center, Taipeh

## Veröffentlichungen (Auswahl)
- Armin Buschauer: Synthesis and in vitro pharmacology of arpromidine and related Phenylpyridylalkylguanidines, a potential new class of positive inotropic drugs. In: Journal of Medicinal Chemistry 32, 1989, S. 1963–1970.
- Martial Ruat, Elisabeth Traiffort, M. L. Bouthenet, Jean-Charles Schwartz, Jürgen Hirschfeld, Armin Buschauer, Walter Schunack: Reversible and irreversible labeling and autoradiographic localization of the cerebral histamine H_2-receptor. In: Proceedings of the National Academy of Sciences of the USA 87, 1990, S. 1658–1662.
- Iris Aiglstorfer, Ingo Hendrich, Christiane Moser, Günther Bernhardt, Stefan Dove, Armin Buschauer: Structure-Activity Relationships of Neuropeptide Y Y_1 Receptor Antagonists Related to BIBP 3226. In: Bioorganic & Medicinal Chemistry Letters 10, 2000, S. 1597–1600.
- Melissa T. Kelley, Tilmann Bürckstümmer, Katharina Wenzel-Seifert, Stefan Dove, Armin Buschauer, Roland Seifert: Distinct interaction of human and guinea pig histamine H_2-Receptor with guanidine-type agonists. In: Molecular Pharmacology 60, 2001, S. 1210–1225.
- Stephan Fellner, Björn Bauer, David S. Miller, Martina Schaffrick, Martina Fankhänel, Thilo Spruß, Günther Bernhardt, Claudia Graeff, Lothar Färber, Harald Gschaidmeier, Armin Buschauer, Gert Fricker: Transport of paclitaxel (Taxol) across the blood-brain barrier in vitro and in vivo. In: The Journal of Clinical Investigation 110, 2002, S. 1309–1318.
- Alexander Botzki, Daniel J. Rigden, Stephan Braun, Masatoshi Nukui, Sunnhild Salmen, Julia Hoechstetter, Günther Bernhardt, Stefan Dove, Armin Buschauer, Mark J. Jedrzejas: L-ascorbic acid-6-hexadecanoate, a potent hyaluronidase inhibitor: X-ray structure and molecular modeling of enzyme-inhibitor complexes. In: The Journal of Biological Chemistry 279, 2004, S. 45990–45997.
- Dietmar Gross, Günther Bernhardt, Armin Buschauer: Platelet-derived growth factor receptor independent proliferation of human glioblastoma cells: selective tyrosine kinase inhibitors lack antiproliferative activity. In: Journal of Cancer Research and Clinical Oncology 132, 2006, S. 589–599.
- Erich Schneider, Matthias Mayer, Ralf Ziemek, Liantao Li, Christoph Hutzler, Günther Bernhardt, Armin Buschauer: A Simple and Powerful Flow Cytometric Method for the Simultaneous Determination of Multiple Parameters at G-Protein-coupled Receptor Subtypes. In: ChemBioChem 7, 2006, S. 1400–1409.
- Ralf Ziemek, Albert Brennauer, Erich Schneider, Chiara Cabrele, Annette G. Beck-Sickinger, Günther Bernhardt, Armin Buschauer: Fluorescence- and luminescence-based methods for the determination of affinity and activity of neuropeptide Y(2) receptor ligands. In: European Journal of Pharmacology 551, 2006, S. 10–8.
- Edith S. A. Hofinger, Martin Spickenreither, Jan Oschmann, Günther Bernhardt, Rainer Rudolph, Armin Buschauer: Recombinant human hyaluronidase Hyal-1: insect cells versus E. coli as expression system and identification of low molecular weight inhibitors. In: Glycobiology 17, 2007, S. 444–453.
- Erich Schneider, Max Keller, Albert Brennauer, Bianca K. Hoefelschweiger, Dietmar Gross, Otto S. Wolfbeis, Günther Bernhardt, Armin Buschauer: Synthesis and Characterization of the First Fluorescent Nonpeptide NPY Y1 Receptor Antagonist. In: ChemBioChem 8, 2007, S. 1981–1988.
- Max Keller, Nathalie Pop, Christoph Hutzler, Annette G. Beck-Sickinger, Günther Bernhardt, Armin Buschauer: Guanidine - acylguanidine bioisosteric approach in the design of radioligands: Synthesis of a tritium-labeled N(G)-propionylargininamide ([3H]UR-MK114) as a highly potent and selective neuropeptide Y Y1 receptor antagonist. In: Journal of Medicinal Chemistry 51, 2008, S. 8168–8172.
- Patrick Igel, Erich Schneider, David Schnell, Sigurd Elz, Roland Seifert, Armin Buschauer: N(G)-Acylated imidazolylpropylguanidines as potent histamine H4 receptor agonists: selectivity by variation of the N(G)-substituent. In: Journal of Medicinal Chemistry 52, 2009, S. 2623–2627.
- Patrick Igel, David Schnell, Günther Bernhardt, Roland Seifert, Armin Buschauer: Tritium-labeled N1-[3-(1H-imidazol-4-yl)propyl]-N2-propionylguanidine ([3H]UR-PI294), a high affinity histamine H3 and H4 receptor radioligand. In: ChemMedChem 4, 2009, S. 225–231.
- Matthias Kühnle, Michael Egger, Christine Müller, Anne Mahringer, Günther Bernhardt, Gert Fricker, Burkhard König, Armin Buschauer: Potent and selective inhibitors of breast cancer resistance protein (ABCG2) derived from the p-glycoprotein (ABCB1) modulator tariquidar. In: Journal of Medicinal Chemistry 52, 2009, S. 1190–1197.
- Max Keller, Daniela Erdmann, Shangjun Teng, Nathalie Pop, Nikola Pluym, Günther Bernhardt, Armin Buschauer: Red-fluorescent argininamide-type NPY Y(1) receptor antagonists as pharmacological tools. In: Bioorganic & Medicinal Chemistry 19, 2011, S. 2859–2878.
- Tobias Birnkammer, Anja Spickenreither, Irena Brunskole, Miroslaw Lopuch, Nicole Kagermeier, Günther Bernhardt, Stefan Dove, Roland Seifert, Sigurd Elz, Armin Buschauer: The bivalent ligand approach leads to highly potent and selective acylguanidine-type histamine H2 receptor agonists. In: Journal of Medicinal Chemistry 55, 2012, S. 1147–1160.
- Uwe Nordemann, David Wifling, David Schnell, Günther Bernhardt, Holger Stark, Roland Seifert, Armin Buschauer: Luciferase reporter gene assay on human, murine and rat histamine H4 receptor orthologs: correlations and discrepancies between distal and proximal readouts. In: PLoS One 8, 2013, S. e73961.
- Roland Seifert, Andrea Strasser, Erich H. Schneider, Detlef Neumann, Stefan Dove, Armin Buschauer: Molecular and cellular analysis of human histamine receptor subtypes. In: Trends in Pharmacological Sciences 34, 2013, S. 33–58.
- Paul Baumeister, Daniela Erdmann, Sabrina Biselli, Nicole Kagermeier, Sigurd Elz, Günther Bernhardt, Armin Buschauer: 3HUR-DE257: Development of a tritium-labeled squaramide-type selective histamine H2 receptor antagonist. In: ChemMedChem 10, 2015, S. 83–93.
- Stefan Huber, Johannes Philip Huettner, Hacker Kristina, Günther Bernhardt, Jörg König, Armin Buschauer: Esters of bendamustine are by far more potent cytotoxic agents than the parent compound against human sarcoma and carcinoma cells. In: PLoS One 10, 2015, S. e0133743.
- David Wifling, Karolin Löffel, Uwe Nordemann, Andrea Strasser, Günther Bernhardt, Stefan Dove, Roland Seifert, Armin Buschauer: Molecular determinants for the high constitutive activity of the human histamine H4 receptor: Functional studies on orthologs and mutants. In: British Journal of Pharmacology 172, 2015, S. 785–798.
- Max Keller, Kilian K. Kuhn, Jürgen Einsiedel, Harald Hübner, Sabrina Biselli, Catherine Mollereau, David Wifling, Jaroslava Svobodova, Günther Bernhardt, Chiara Cabrele, Patrick Vanderheyden, Peter Gmeiner, Armin Buschauer: Mimicking of arginine by functionalized Nω-carbamoylated arginine as a new broadly applicable approach to labeled bioactive peptides: high affinity angiotensin, neuropeptide Y, neuropeptide FF and neurotensin receptor ligands as examples. In: Journal of Medicinal Chemistry 59, 2016, S. 1925–1945.
- Kilian K. Kuhn, Thomas Ertl, Stefanie Dukorn, Max Keller, Günther Bernhardt, Oliver Reiser, Armin Buschauer: High affinity agonists of the neuropeptide Y (NPY) Y4 receptor derived from the C-terminal pentapeptide of human pancreatic polypeptide (hPP): synthesis, stereochemical discrimination and radiolabeling. In: Journal of Medicinal Chemistry 59, 2016, S. 6045–6058.
- Sebastian Lieb, Timo Littmann, Nicole Plank, Johannes Felixberger, Miho Tanaka, Thorsten Schäfer, Stéphane Krief, Sigurd Elz, Kristina Friedland, Günther Bernhardt, Joachim Wegener, Takeaki Ozawa, Armin Buschauer: Label-free versus conventional cellular assays: functional investigations on the human histamine H1 receptor. In: Pharmacological Research 114, 2016, S. 13–26.